# Alison
|  | Dieser Artikel oder Abschnitt wurde wegen inhaltlicher Mängel auf der Qualitätssicherungsseite der Redaktion Geschichte eingetragen (dort auch Hinweise zur Abarbeitung dieses Wartungsbausteins). Dies geschieht, um die Qualität der Artikel im Themengebiet Geschichte auf ein akzeptables Niveau zu bringen. Dabei werden Artikel gelöscht, die nicht signifikant verbessert werden können. Bitte hilf mit, die Mängel dieses Artikels zu beseitigen, und beteilige dich bitte an der Diskussion! |

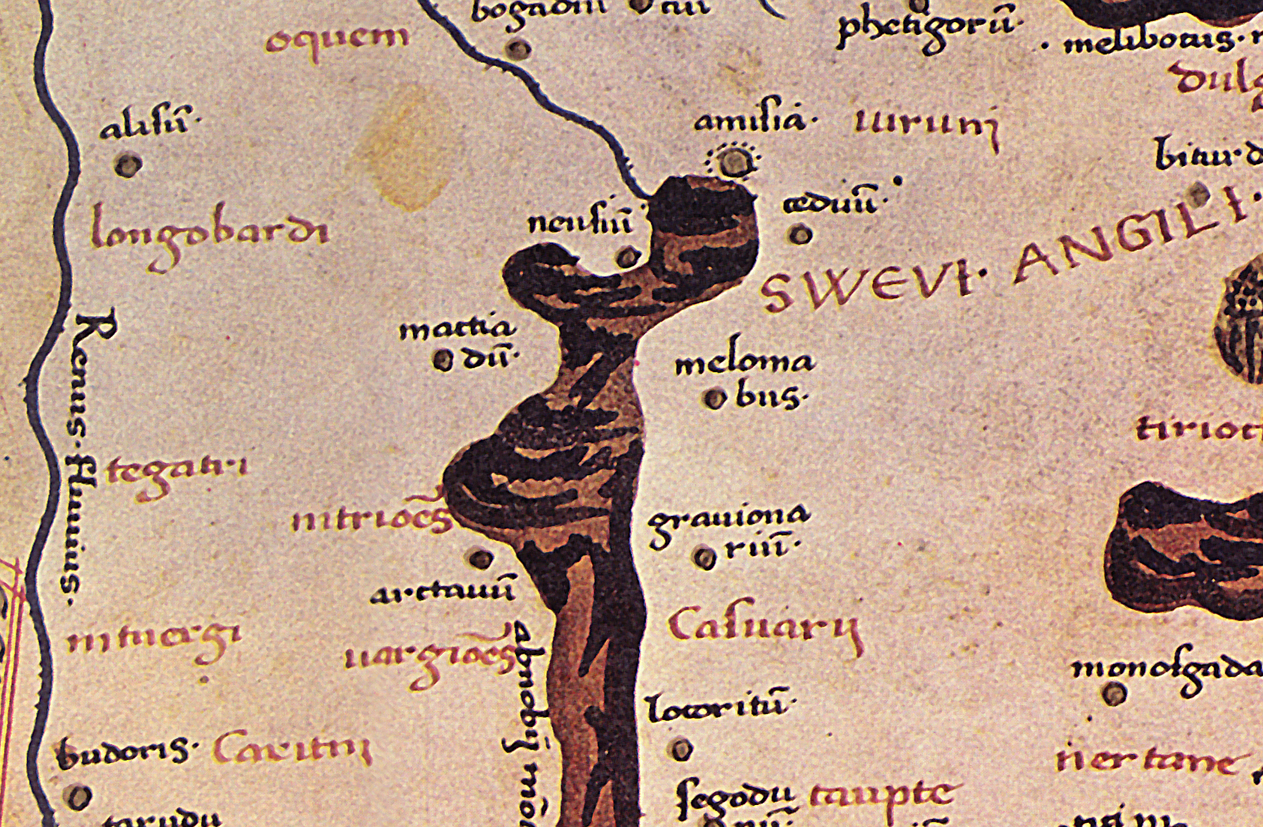
Lage von Alison (hier: alisu nach Ptolemaios)

Alison (altgriechisch (Ἄλισον), auch Aleison (Ἀλεισόν), im Lateinischen Alisum oder Aliso) ist ein Ortsname, der in der Geographia des Claudius Ptolemaios (2, 11, 14) als einer der im Innern der Germania magna liegenden Orte (πόλεις) mit 28° 00' Länge (ptolemäische Längengrade) und 51° 30' Breite angegeben wird. Alison lag damit nach Ptolemaios nahe dem antiken Ort Boudoris in der Germania magna. Wegen des Alters der Quelle kann ein Alter der Siedlung um 150 nach Christus angenommen werden.

## Das römische Kastell Aliso
Der Ortsname Aliso ist im antiken Schrifttum überliefert durch Velleius Paterculus und Tacitus; sehr wahrscheinlich bezieht sich Ptolemaios mit Alison auf diesen Ortsnamen.
Ohne Nennung des Ortsnamens berichtet Cassius Dio von einem römischen Kastell, das Drusus am Zusammenfluss der Flüsse Lippe und Elison erbaut haben soll. Hans Kuhn geht davon aus, dass Dios Ort mit dem Aliso der oben genannten antiken Autoren übereinstimmt. Allerdings wird mittlerweile das von Cassius Dio genannte Lager in der Regel mit dem Römerlager Oberaden identifiziert und die Gleichsetzung mit Aliso infrage gestellt.
Ebenfalls ohne Angabe des Ortsnamens berichten Dio und Sextus Iulius Frontinus zudem von Ereignissen, die sich in Aliso begeben haben dürften.
Der Name Aliso steht nach Hans Krahe in Zusammenhang mit einem sehr verbreiteten alteuropäischen Gewässernamen. Das häufige Vorkommen des Namens erschwert es, das römische Kastell zu lokalisieren. Auf die ptolemäischen Koordinaten verlässt sich die Forschung hier nicht, zumal nicht erwiesen ist, dass Ptolemaios das Kastell angegeben hat. Toponymische Forschungen zu heutigen Fluss- oder Ortsnamen erbrachten bisher keinen Erfolg.

## Lokalisation
Die tatsächliche Lage des Ortes ist bis heute nicht geklärt. Ein interdisziplinäres Forscherteam um Andreas Kleineberg, das die ptolemäischen Koordinaten von 2006 bis 2009 neu untersuchte und interpretierte, lokalisiert zurzeit Alison auf dem Gebiet bei Bergisch Gladbach in Nordrhein-Westfalen. Neuere Funde und Ausgrabungen in den Jahren 2014 und 2015 haben ergeben, dass die Stadt bereits im 1. und 2. Jahrhundert n. Chr. besiedelt und zur Industrie genutzt wurde. Es wurden römische Kalkbrennöfen gefunden, die diesem Zeitraum zuzuordnen sind.

## Antike Quellen
- Velleius Paterculus, Römische Geschichte 2,120,4.
- Tacitus, Annales 2,7,3.
- Ptolemaios, Geographia 2,11,14.